# Automobile Club Svizzero
L'Automobile Club Svizzero (in tedesco Automobil Club der Schweiz, in francese Automobile Club suisse) è un'associazione motoristica elvetica fondata nel 1898. L'associazione, cofondatrice della Federazione Internazionale dell'Automobile, ha per scopi la difesa degli interessi degli automobilisti nell'ambito delle politiche per i trasporti, la promozione della sicurezza stradale e degli sport automobilistici nonché la prestazione di servizi in favore degli associati.

## Storia
L'ACS è stata fondata il 6 dicembre 1898 a Ginevra, per iniziativa di un gruppo di associati al Touring Club Svizzero passati dalla bicicletta all'automobile. Nei primi decenni di attività gli sforzi del sodalizio sono stati indirizzati anche a favorire l'accettazione del nuovo mezzo di trasporto fra la popolazione e la regolamentazione della circolazione stradale.
Nel 1901 organizzò la prima gara di cronoscalata nel Canton Vaud e, a partire dal 1903, l'associazione ha iniziato ad insediarsi sul territorio con la nascita delle sezioni locali/cantonali di Basilea e Montreux, per poi estendere la propria presenza in tutto il territorio della Confederazione. Nel 1904 ha partecipato al congresso di fondazione a Parigi della Association Internationale des Automobile Clubs Reconnus, poi divenuta FIA.

## Organizzazione
Il club ha sede a Berna e raggruppa 19 sezioni, fra loro autonome, costituite su base cantonale/intercantonale, oltre ad una sezione in Liechtenstein.

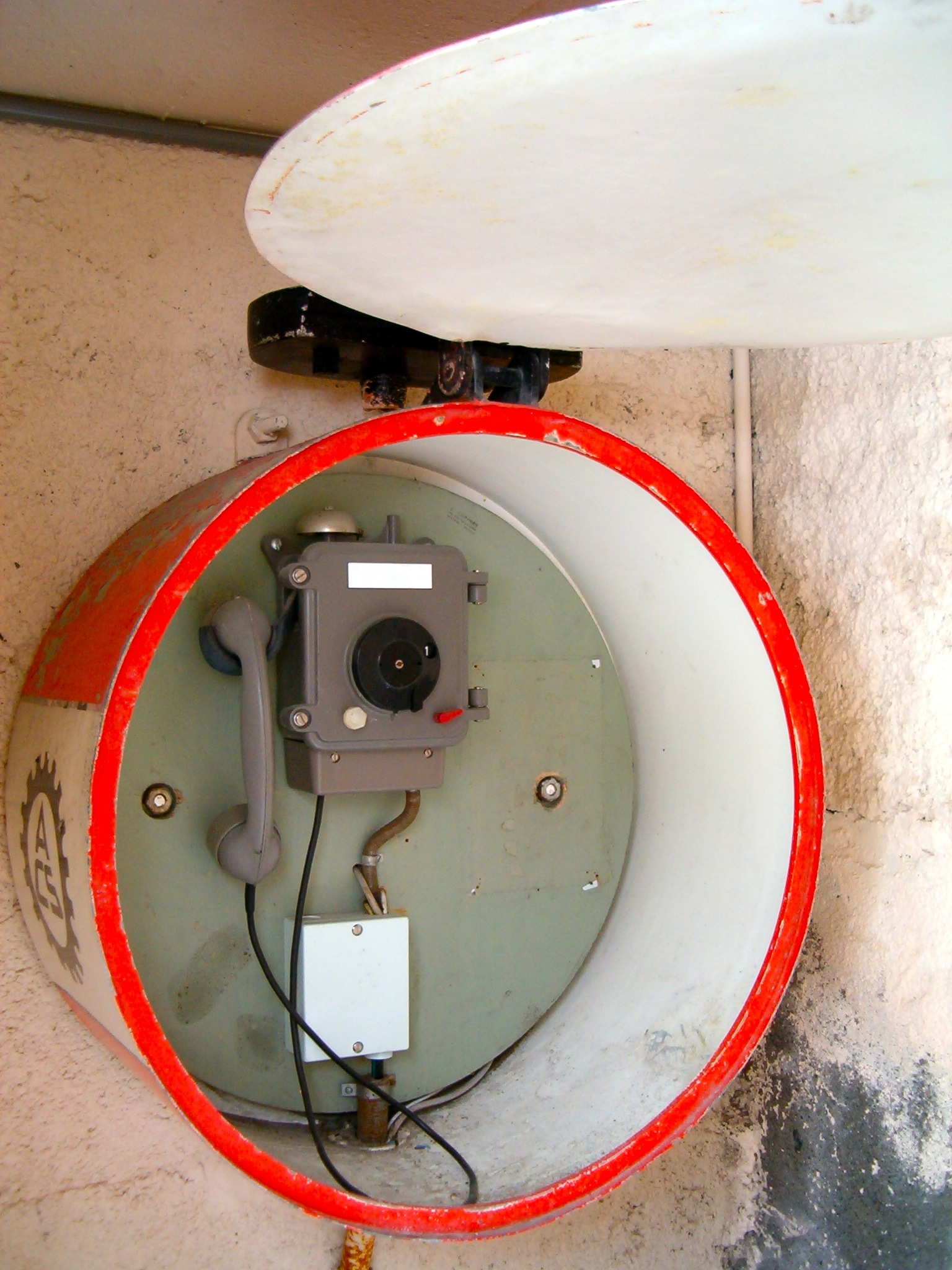
Un telefono per SOS dell'ACS